# 迈克尔·J·米尼
迈克尔·J·米尼（英語：Michael J. Meaney，1951年—）是一位加拿大神经科学家，麦吉尔大学教授，研究领域覆盖神經內科和神經外科，2007年当选加拿大皇家學會会士。